# Æmilia Scaura
Aemilia Scaura (n. aprox. 100 î.Hr. – d. 82 î.Hr.) a fost fiica lui Marcus Aemilius Scaurus, un patrician, și a celei de-a doua soții a acestuia Caecilia Metella Dalmatica.
La nașterea Aemiliei, Scaurus avea circa 70 de ani și, în calitate de princeps senatus, președintele Senatului, era unul dintre cei mai importanți oameni politici din Roma. După moartea tatălui său, mama sa Caecilia Metella l-a luat în căsătorie pe Lucius Cornelius Sulla. În 82 î.Hr Aemilia s-a căsătorit cu Manius Acilius Glabrio, un bărbat care a criticat clar comportamentul tatălui ei dictator, și a rămas însărcinată. Sulla și-a folosit fiica vitregă pentru alianțe politice. Sulla a forțat-o pe Aemilia să divorțeze. Soția sa Metella i-a împărtășit dorințele și împreună l-au convins pe Pompeius să divorțeze de Antistia și să se căsătorească cu Aemilia.  La scurt timp după aceea, Aemilia s-a căsătorit cu Gnaeus Pompeius Magnus, în timp ce era încă însărcinată din prima căsătorie.

Această căsătorie i-a sporit lui Pompeius popularitatea și i-a ușurat ascensiunea, deoarece Aemilia era o aristocrată patriciană, în timp ce el provenea dintr-o familie nouă de senatori. Căsătoria a fost tragică: 
„tânăra a murit la naștere în casa lui Pompeius”
, la scurt timp după căsătoria cu Pompeius.

Plutarh a remarcat că 
„această căsătorie era prin urmare caracteristică unei tiranii, și corespundea mai degrabă nevoilor lui Sulla decât naturii și obiceiurilor lui Pompeius...”

## Via Aemilia Scauri
Via Aemilia Scauri este un drum roman construit de Marcus Aemilius Scaurus spre 107 î.Hr.